# Höfles (Gräfenberg)
Höfles ist ein Gemeindeteil der Stadt Gräfenberg im Landkreis Forchheim (Oberfranken, Bayern).

## Lage
Das Dorf Höfles liegt inmitten des Städtedreiecks Nürnberg – Bamberg – Bayreuth in der Fränkischen Schweiz.

## Geschichte
Höfles bedeutet „zum Höflein gehörig“, die erste urkundliche Erwähnung stammt aus dem Jahre 1516. Das Höfleser Hirtenhaus wurde etwa 1790 errichtet. Es ist das älteste noch nahezu im Urzustand erhaltene Gebäude des Ortes. Bis zur Gemeindegebietsreform gehörte Höfles zur Gemeinde Thuisbrunn. Am 1. Mai 1978 wurde der Ort im Zuge der Gebietsreform in die Stadt Gräfenberg eingegliedert.

## Denkmäler
In die Liste der Baudenkmäler in Höfles sind das ehemalige Hirtenhaus (um 1800) und die sogenannte Steinerne Marter aus dem 16. Jahrhundert eingetragen.